# Horst Knauf
Horst Knauf (* 16. August 1960 in Köln, auch Horst-Peter Knauf) ist ein ehemaliger deutscher Fußballspieler.

## Karriere
Horst Knauf spielte in der Jugend vom PSV Köln, bevor er in die A-Jugend des Vereins von Bayer 04 Leverkusen wechselte. Über die Amateurmannschaft, schaffte Knauf den Sprung ins Profilager zum Bundesligisten. Mit Leverkusen spielte er drei Jahre im Oberhaus des deutschen Fußballs, er kam in 39 Spielen zum Einsatz und erzielte zwei Tore. Zur Saison 1983/84 verließ er Leverkusen und spielte beim FC Beringen in der belgischen Liga. Nach einem Jahr kam er zurück nach Deutschland 
zum Zweitligisten KSV Hessen Kassel. Bei den Kasslern spielte er vier Jahre. In seinem ersten Jahr beim KSV, der Saison 1984/85 wurde der Aufstieg in die Bundesliga, nur durch das schlechtere Torverhältnis verpasst, der 1. FC Saarbrücken hatte ein um 5 Tore besseres Verhältnis. Es folgte ein fünfter Platz. Bevor in der Saison 1986/87 der Abstieg nicht vermieden werden konnte, es reichte nur für den 19 und somit den Vorletzten Platz. Knauf spielte noch ein Jahr in der Oberliga Hessen, bevor er seine Karriere beendete. Er unterbrach sein Karriereende zweimal und spielte nochmal ein Jahr in der Landesliga bei SV Hermannia Kassel und ein Jahr in der Kreisliga beim KSV Hessen Kassel.